# New Catholic Encyclopedia
La New Catholic Encyclopedia (NCE) è una enciclopedia sui temi inerenti al cristianesimo cattolico pubblicata dalla The Catholic University of America con sede in Washington. 
La New Catholic Encyclopedia ha avuto una sua prima edizione nel 1967.
Nella sua seconda edizione del 2002, la più recente, essa consta di 15 volumi per circa 12.000 voci curate da circa 200 accademici cattolici, acquisendo ulteriori due volumi di supplementi nel corso degli anni successivi.

## Comitato editoriale dell'enciclopedia
- Direttore esecutivo: Berard L. Marthaler, O.F.M.Conv., S.T.D., Ph.D.
- Curatori associati:
  - Gregory F. LaNave, Ph.D.
  - Jonathan Y. Tan, Ph.D.
  - Richard E. McCarron, Ph.D.
  - Denis J. Obermeyer Director of The Catholic University of America Press
  - David J. McGonagle, Ph.D.

## Curatori
- John Borelli, Ph.D., Associate Director of Secretariat for Ecumenical and Interreligious Affairs, United States Conference of Catholic Bishops, Washington, D.C.
- Drew Christiansen, S.J., Ph.D., Senior Fellow, Woodstock Theological Center, Washington, D.C.
- Anne M. Clifford, C.S.J., Ph.D., Associate Professor of Theology, Duquesne University, Pittsburgh, Pennsylvania
- Raymond F. Collins, M.A., S.T.D., Professor of New Testament, The Catholic University of America, Washington, D.C.
- Cyprian Davis, O.S.B., S.T.L., Ph.D., Professor of Church History, Saint Meinrad School of Theology, Saint Meinrad, Indiana
- Dennis M. Doyle, Ph.D., Associate Professor of Religious Studies, University of Dayton, Dayton, Ohio
- Angelyn Dries, O.S.F., Ph.D., Associate Professor of Religious Studies, Cardinal Stritch University, Milwaukee, Wisconsin
- Arthur Espelage, O.F.M., J.C.D., Executive Coordinator, Canon Law Society of America, Washington, D.C.
- Eugene J. Fisher, Ph.D., Associate Director of Secretariat for Ecumenical and Interreligious Affairs, United States Conference of Catholic Bishops, Washington, D.C.
- Edward J. Furton, Ph.D., Editor-in-Chief, The National Catholic Bioethics Quarterly, Brighton, Massachusetts
- James F. Garneau, Ph.D., Academic Dean, The Pontifical College Josephinum, Columbus, Ohio
- J. A. Wayne Hellmann, O.F.M.Conv., Dr. Theol., Professor of Theological Studies, St. Louis University, St. Louis, Missouri
- Joseph T. Kelley, Ph.D., D.Min., Director of the Center for Augustinian Study, Merrimack College, North Andover, Massachusetts
- Judith M. Kubicki, C.S.S.F., Ph.D., Assistant Professor of Theology, Fordham University, Bronx, New York
- William P. Loewe, Ph.D., Associate Professor of Religion and Religious Education, The Catholic University of America, Washington, D.C.
- Rose M. McDermott, S.S.J., J.C.D., Associate Professor of Canon Law, The Catholic University of America, Washington, D.C.
- R. Bruce Miller, M.S.L.S., Head, Theology/Philosophy, Canon Law Libraries, The Catholic University of America, Washington, D.C.
- Francis J. Moloney, S.D.B., S.T.L., S.S.L., D.Phil., Professor of Biblical Studies, The Catholic University of America, Washington, D.C.
- Katherine I. Rabenstein, B.S.F.S., Senior Credentialing Specialist, American Nurses Association, Washington, D.C.
- Joel Rippinger, O.S.B., M.A., S.T.L., Subprior, Marmion Abbey, Aurora, Illinois

## Comitato editoriale dei due volumi di supplemento
- Direttore esecutivo: Robert L. Fastiggi Professor of Systematic Theology Sacred Heart Major Seminary Detroit, Michigan Associate Editors
- Curatori:
  - Rev. Joseph W. Koterski, SJ Professor Department of Philosophy Fordham University, New York
  - Frank J. Coppa Professor of History St. John’s University, New York